# Isotopes de l'aluminium
L'aluminium (Al, numéro atomique 13) possède 22 isotopes connus, de nombre de masse variant entre 21 et 42, ainsi que quatre isomères nucléaires. Seul 27Al est stable, ce qui fait de l'aluminium un élément monoisotopique. Si le radioisotope 26Al existe également dans la nature à l'état de traces comme isotope cosmogénique (d'une demi-vie de 7,17×105 années), l'abondance de 27Al est telle qu'on considère l'aluminium comme mononucléidique et on lui attribue une masse atomique standard de 26,9815386(8) u.
Tous les autres isotopes de l'aluminium ont une demi-vie inférieure à 7 minutes, et pour la plupart d'entre eux inférieure à une seconde. Les isotopes plus légers que 27Al se désintègrent principalement par émission de positron (β+) en isotopes du magnésium, plus rarement en isotopes du sodium ou du néon, ceux plus lourds par désintégration β− en isotopes du silicium.

## Aluminium 26

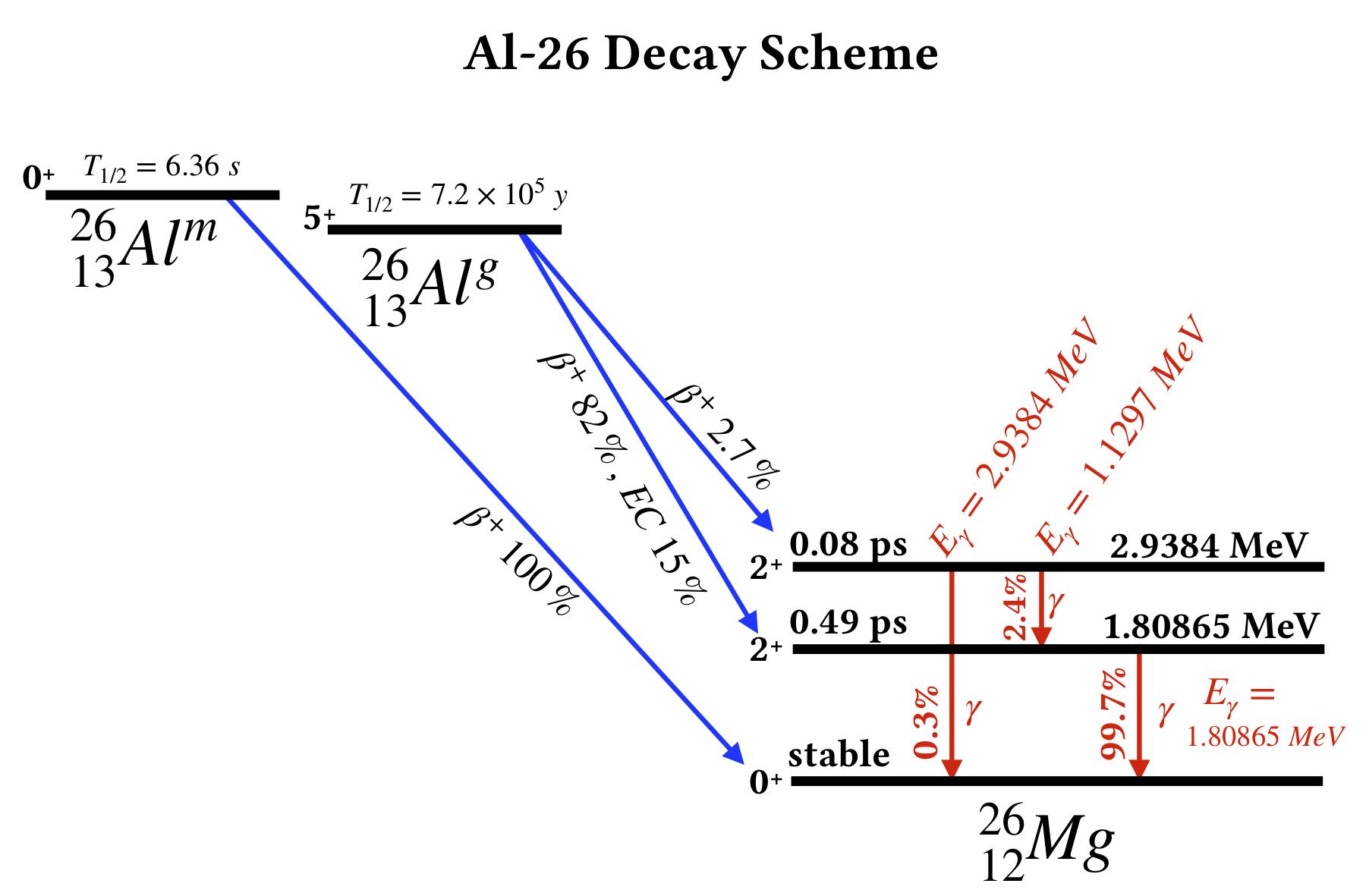
Schéma de désintégration pour 26Al et ^{26m}Al en ^{26}Mg.

Le noyau de l'aluminium 26 (26Al) est constitué de 13 protons et de 13 neutrons. Il se désintègre par désintégration β+ en magnésium 26 avec une demi-vie de 0,717 million d'années, ce qui donne une activité massique de 7,07 × 108 Bq/g.
L'aluminium 26 était déjà présent lors de la formation du Système solaire : ces noyaux initiaux ont aujourd'hui disparu (radioactivité éteinte), mais ils ont laissé des traces sous la forme d'un excès du rapport isotopique 26Mg/24Mg (par rapport à sa valeur habituelle). Le rapport 26Al/27Al initial du Système solaire, déduit des isochrones Al-Mg des enclaves réfractaires des chondrites de type CV, est estimé à 5,2 × 10−5. Les rapports initiaux obtenus pour les inclusions réfractaires à grains fins de sept chondrites CR dites « réduites » s'étagent de (5,19 ± 0,17) à (3,35 ± 0,21) × 10−5, ce qu'on interprète comme dû à la décroissance radioactive de 26Al dans la nébuleuse solaire, et donc comme un intervalle de temps (entre les dates de formation de ces inclusions) de 0,44 ± 0,07 Ma.
Sur Terre, l'aluminium 26 est produit à partir de l'argon 40 par spallation des rayons cosmiques dans l'atmosphère terrestre. L'aluminium 26 dû aux rayons cosmiques est mis à profit pour la datation radiométrique des sédiments marins, des nodules polymétalliques, de la glace des glaciers, du quartz, des formations rocheuses et des météorites.

## Table des isotopes
| Symbole de l'isotope | Z (p)                | N (n)                | Masse isotopique     | Demi-vie         | Mode(s) de désintégration, | Isotope(s)-fils | Spin nucléaire |
| Symbole de l'isotope | Énergie d'excitation | Énergie d'excitation | Énergie d'excitation | Demi-vie         | Mode(s) de désintégration, | Isotope(s)-fils | Spin nucléaire |
| -------------------- | -------------------- | -------------------- | -------------------- | ---------------- | -------------------------- | --------------- | -------------- |
| 21Al                 | 13                   | 8                    | 21,02804(32)#        | <35 ns           | p                          | 20Mg            | 1/2+#          |
| 22Al                 | 13                   | 9                    | 22,01952(10)#        | 59(3) ms         | β+ (96,7 %)                | 22Mg            | (3)+           |
| 22Al                 | 13                   | 9                    | 22,01952(10)#        | 59(3) ms         | β+, 2p (2,5 %)             | 20Ne            | (3)+           |
| 22Al                 | 13                   | 9                    | 22,01952(10)#        | 59(3) ms         | β+, p (0,8 %)              | 21Na            | (3)+           |
| 23Al                 | 13                   | 10                   | 23,007267(20)        | 470(30) ms       | β+ (92 %)                  | 23Mg            | 5/2+#          |
| 23Al                 | 13                   | 10                   | 23,007267(20)        | 470(30) ms       | β+, p (8 %)                | 22Na            | 5/2+#          |
| 23mAl                |                      |                      |                      | ~0,35 s          |                            |                 | #79            |
| 24Al                 | 13                   | 11                   | 23,9999389(30)       | 2,053(4) s       | β+ (99,95 %)               | 24Mg            | 4+             |
| 24Al                 | 13                   | 11                   | 23,9999389(30)       | 2,053(4) s       | β+, α (0,0349 %)           | 20Ne            | 4+             |
| 24Al                 | 13                   | 11                   | 23,9999389(30)       | 2,053(4) s       | β+, p (0,0159 %)           | 23Na            | 4+             |
| 24mAl                | 425,8(1) keV         | 425,8(1) keV         | 425,8(1) keV         | 131,3(25) ms     | TI (82 %)                  | 24Al            | 1+             |
| 24mAl                | 425,8(1) keV         | 425,8(1) keV         | 425,8(1) keV         | 131,3(25) ms     | β+ (18 %)                  | 24Mg            | 1+             |
| 24mAl                | 425,8(1) keV         | 425,8(1) keV         | 425,8(1) keV         | 131,3(25) ms     | β+, α                      | 20Ne            | 1+             |
| 25Al                 | 13                   | 12                   | 24,9904281(5)        | 7,183(12) s      | β+                         | 25Mg            | 5/2+           |
| 26Al,                | 13                   | 13                   | 25,98689169(6)       | 7,17(24)×105 a   | β+                         | 26Mg            | 5+             |
| 26mAl                | 228,305(13) keV      | 228,305(13) keV      | 228,305(13) keV      | 6,3452(19) s     | β+                         | 26Mg            | 0+             |
| 27Al                 | 13                   | 14                   | 26,98153863(12)      | Stable           | Stable                     | Stable          | 5/2+           |
| 28Al                 | 13                   | 15                   | 27,98191031(14)      | 2,2414(12) min   | β−                         | 28Si            | 3+             |
| 29Al                 | 13                   | 16                   | 28,9804450(13)       | 6,56(6) min      | β−                         | 29Si            | 5/2+           |
| 30Al                 | 13                   | 17                   | 29,982960(15)        | 3,60(6) s        | β−                         | 30Si            | 3+             |
| 31Al                 | 13                   | 18                   | 30,983947(22)        | 644(25) ms       | β− (98,4 %)                | 31Si            | (3/2,5/2)+     |
| 31Al                 | 13                   | 18                   | 30,983947(22)        | 644(25) ms       | β−, n (1,6 %)              | 30Si            | (3/2,5/2)+     |
| 32Al                 | 13                   | 19                   | 31,98812(9)          | 31,7(8) ms       | β− (99,3 %)                | 32Si            | 1+             |
| 32Al                 | 13                   | 19                   | 31,98812(9)          | 31,7(8) ms       | β−, n (0,7 %)              | 31Si            | 1+             |
| 32mAl                | 955,7(4) keV         | 955,7(4) keV         | 955,7(4) keV         | 200(20) ns       |                            |                 | (4+)           |
| 33Al                 | 13                   | 20                   | 32,99084(8)          | 41,7(2) ms       | β− (91,5 %)                | 33Si            | (5/2+)#        |
| 33Al                 | 13                   | 20                   | 32,99084(8)          | 41,7(2) ms       | β−, n (8,5 %)              | 32Si            | (5/2+)#        |
| 34Al                 | 13                   | 21                   | 33,99685(12)         | 56,3(5) ms       | β− (87,5 %)                | 34Si            | 4-#            |
| 34Al                 | 13                   | 21                   | 33,99685(12)         | 56,3(5) ms       | β−, n (12,5 %)             | 33Si            | 4-#            |
| 35Al                 | 13                   | 22                   | 34,99986(19)         | 38,6(4) ms       | β− (74 %)                  | 35Si            | 5/2+#          |
| 35Al                 | 13                   | 22                   | 34,99986(19)         | 38,6(4) ms       | β−, n (26 %)               | 33Si            | 5/2+#          |
| 36Al                 | 13                   | 23                   | 36,00621(23)         | 90(40) ms        | β− (69 %)                  | 36Si            |                |
| 36Al                 | 13                   | 23                   | 36,00621(23)         | 90(40) ms        | β−, n (31 %)               | 35Si            |                |
| 37Al                 | 13                   | 24                   | 37,01068(36)         | 10,7(13) ms      | β−                         | 37Si            | 3/2+           |
| 38Al                 | 13                   | 25                   | 38,01723(78)         | 7,6(6) ms        | β−                         | 38Si            |                |
| 39Al                 | 13                   | 26                   | 39,02297(158)        | 7,6(16) ms       | β−                         | 39Si            | 3/2+#          |
| 40Al                 | 13                   | 27                   | 40,03145(75)#        | 10# ms [>260 ns] |                            |                 |                |
| 41Al                 | 13                   | 28                   | 41,03833(86)#        | 2# ms [>260 ns]  |                            |                 | 3/2+#          |
| 42Al                 | 13                   | 29                   | 42,04689(97)#        | 1 ms             |                            |                 |                |

1. ↑  Abréviation :
TI : transition isomérique.
2. ↑  Isotopes stables en gras.
3. ↑  Utilisé en datation radiométrique pour des évènements du début de l'histoire du système solaire et pour les météorites.
4. ↑  Isotope cosmogénique.

### Remarques
- Les valeurs marquées # ne sont pas purement dérivées des données expérimentales, mais aussi au moins en partie à partir des tendances systématiques. Les spins avec des arguments d'affectation faibles sont entre parenthèses.
- Les incertitudes sont données de façon concise entre parenthèses après la décimale correspondante. Les valeurs d'incertitude dénotent un écart-type, à l'exception de la composition isotopique et de la masse atomique standard de l'IUPAC qui utilisent incertitudes élargies.